# Fyansford Cement Works Railway

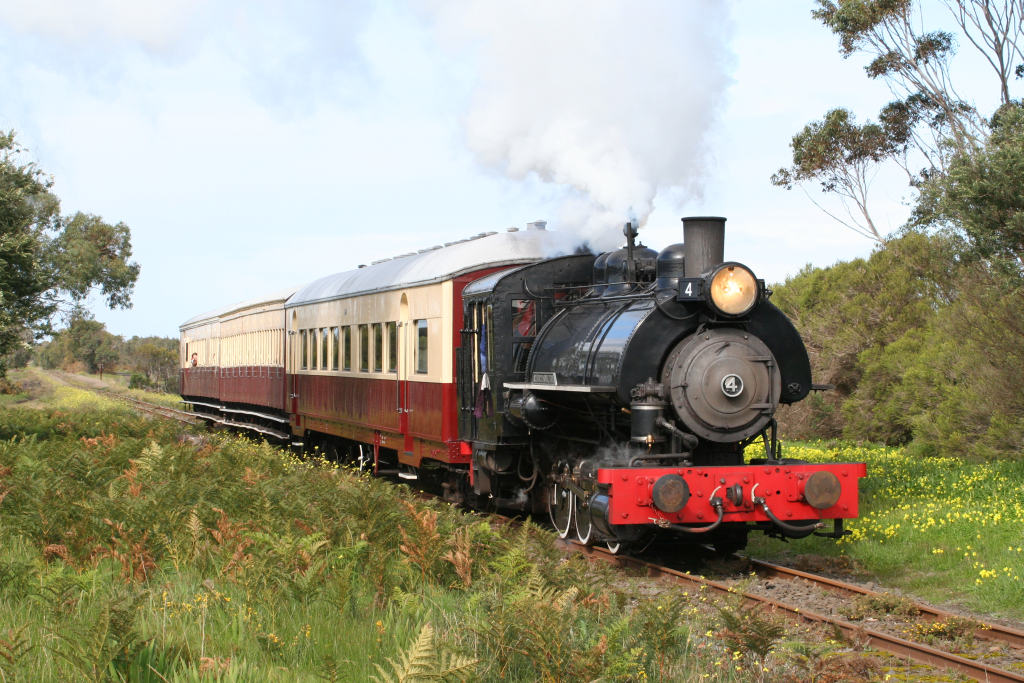
Die Lok Nr. 4 der Fyansford Cement Works Railway zieht 2007 einen Touristenzug auf der Bellarine Railway

Die Fyansford Cement Works Railway war eine Schmalspur-Werkseisenbahn in der Nähe von Geelong in Australien. Sie wurde von der Australian Portland Cement Company gebaut, um Kalkstein von ihrem Steinbruch in ihre Zementfabrik bei Fyansford zu transportieren.
Die Eisenbahn hat erstaunlicherweise einen 1,3 km langen Tunnel, d. h. den längsten Eisenbahntunnel von Victoria unter Vernachlässigung der Untergrundabschnitte der City Loop in Melbourne. Es gab dort einen Fuhrpark von elf Dampflokomotiven und einer Diesellokomotive, von denen die Mehrzahl in Museumseisenbahnen erhalten geblieben ist, insbesondere der Bellarine Railway.

## Geschichte
Die Eisenbahnlinie wurde 1926 erbaut, um eine ältere Seilbahn zu ersetzen. Die Bahnstrecke hatte zwei Abschnitte: einen von dem Lokschuppen zu einem älteren Steinbruch und einen längeren Streckenabschnitt durch den Tunnel zum neuen Steinbruch. Die Länge der Hauptstrecke von dem neuen Steinbruch bis zum Lokschuppen war 5,6 km. Die Spurweite (Bahn) betrug 1.067 mm (3 Fuß 6 Zoll), was in Victoria ungewöhnlich ist, weil dort die meisten Eisenbahnen in Breitspur mit 1.600 mm (5 Fuß 3 Zoll) ausgeführt wurden.
Die Eisenbahn war bis 1966 in Betrieb, als sie von aufgeständerten Förderbändern von einem neuen Steinbrecher im Steinbruch bis zur Zementfabrik ersetzt wurde. Zum Zeitpunkt der Stilllegung bestand der Fuhrpark aus sechs Dampflokomotiven, die an Eisenbahnerhaltungsvereine verschenkt wurden und einer Diesellok, die an die Victorian Railways verkauft wurde.

## Lokomotiven
Von den ursprünglich 12 Lokomotiven sind heute noch sieben erhalten. Nachdem die Australian Standard Garratt im Mai 2013 vom Australian Railway Historical Society Museum in Queenscliff im Mai 2013 an die Bellarine Railway gegeben wurde, sind alle sechs Dampflokomotiven, die es bei der Stilllegung noch gab, heute betriebsbereit bei der Bellarine Railway.
| Nummer | Hersteller                                         | Baujahr | Achsfolge           | Status                                     | Bemerkungen |
| ------ | -------------------------------------------------- | ------- | ------------------- | ------------------------------------------ | --- |
| 1      | Beyer-Peacock, Manchester, England                 | 1938    | 2-6-0/0-6-2 Garratt | verschrottet                               | Einige Komponenten dieser Lok wurden in die Schwesterlok Nr. 2 eingebaut, als diese generalüberholt wurde.                                                                    |
| 2      | Beyer-Peacock                                      | 1938    | 2-6-0/0-6-2 Garratt | eingelagert bei der Bellarine Railway      | Die Lok war bis 2010 im Puffing Billy Railway Museum in Menzies Creek ausgestellt, bis sie an die Bellarine Railway für die gelegentliche Restauration vergeben wurde.        |
| 3      | Victorian Railways, Newport Workshops              | 1945    | 4-8-2/2-8-4 Garratt | wird restauriert bei der Bellarine Railway | Die letzte verbliebene Australian Standard Garratt. Wurde am 31. Mai 2013 zur Restauration an die Bellarine Railway geliefert.                                                |
| 4      | Vulcan Iron Works, Wilkes-Barre, Pennsylvania, USA | 1916    | 0-6-0T              | eingelagert bei der Bellarine Railway      | Ursprünglich im Marinestützpunkt Henderson in Westaustralien im Einsatz, 1926 zusammen mit Lok Nr. 5 an die APC veräußert.                                                    |
| 5      | Vulcan Iron Works                                  | 1916    | 0-6-0T              | eingelagert bei der Bellarine Railway      | In einem Park von Ringwood ausgestellt, bevor die Restaurierung begann. |
| 6      | Hudswell Clarke & Co., Leeds, England              | 1903    | 0-4-2T              | Eingelagert bei der Bellarine Railway      | Ursprünglich eine Rangierlok des Kupferschmelzwerks Wallaroo, Südaustralien, bevor sie zusammen mit den Loks Nr. 7–9 an die APC veräußert wurde.                              |
| 7      | Hudswell Clarke                                    |         | 0-4-2T              | verschrottet                               | Siehe Lok Nr. 6 |
| 8      | Hudswell Clarke                                    |         | 0-4-2T              | verschrottet                               | Siehe Lok Nr. 6 |
| 9      | Hudswell Clarke                                    |         | 0-4-2T              | verschrottet                               | Siehe Lok Nr. 6 |
| 10     | Perry Engineering Co., Adelaide, SA                | 1926    | 0-4-0T              | verschrottet                               | Ursprünglich von der State Rivers and Water Supply Commission of Victoria beim Bau des Damms für den Lake Hume eingesetzt. 1946 an die APC veräußert zusammen mit Lok Nr. 11. |
| 11     | Perry Engineering                                  | 1926    | 0-4-0T              | wird restauriert bei der Bellarine Railway | War bis Juni 2010 im Puffing Billy Railway Museum in Menzies Creek ausgestellt, als sie zur gelegentlichen Restaurierung verlagert wurde.                                     |
| D1     | Clyde Engineering                                  | 1956    | Bo-Bo               | betriebsbereit bei den 707 Operations      | Von der APC gekauft, 1966 an die Victorian Railways verkauft, umgespurt auf 5 Fuß 3 Zoll und zur T413 umnummeriert.                                                           |